# Casa Bacardí
La casa Bacardí és un edifici situat als carrers de Lledó, 3 i de la Baixada de Caçador, 1 de Barcelona, catalogat com a bé cultural d'interès local.

## Història
El 1623, Miquel Joan de Magarola i Famades (1589-1643) va adquirir la finca als marmessors del jurista Jeroni Miquel. El 1659, el seu fill Jeroni de Magarola i Grau en va fer dació en pagament a la seva cunyada Francesca de Perellós-Aragó, casada en segones noces amb Joan Baptista de Mata i Claramunt, a qui instituí com a hereu. Aquest fou succeït per Josep Antoni de Mata i de Copons, fill del segon matrimoni amb Raimunda de Copons, que el 1707 rebé el títol de comte de la Torre de Mata de mans de l'arxiduc Carles. Casat amb Caterina de Copons del Llor i d'Armengol, senyora del Llor, Tossal, Torreblanca, la Força, Quadra d'Orpinell i Castell de la Llenguadera, fou succeït pel seu fill Ramon Josep de Mata i de Copons del Llor (1710-1763).
El 1771, la seva vídua Maria Antònia de Novell i de Borràs i el seu fill Marià de Mata-Copons del Llor i de Novell (1748-1797) vengueren la propietat al comerciant ennoblit Baltasar de Bacardí (o Becardit) i Clavell (†1798) per 9.400 lliures, que servirien per a finançar la compra de la seva nova residència al carrer de la Canuda. El 1813, el seu fill Baltasar de Bacardí i Tomba (1752-1822) va demanar permís per a obrir-hi una finestra.
La casa seria heretada pel seu fill Ramon de Bacardí i Cuyàs (1791-1866), que el 1835 va demanar permís per a ampliar l'edifici amb un nou cos a la Baixada de Caçador, segons el projecte del mestre d'obres Pere Calçada (o Calsada), i el 1845 va encarregar al mestre d'obres Narcís Nuet la remunta d'un tercer pis a la banda del carrer de Lledó.

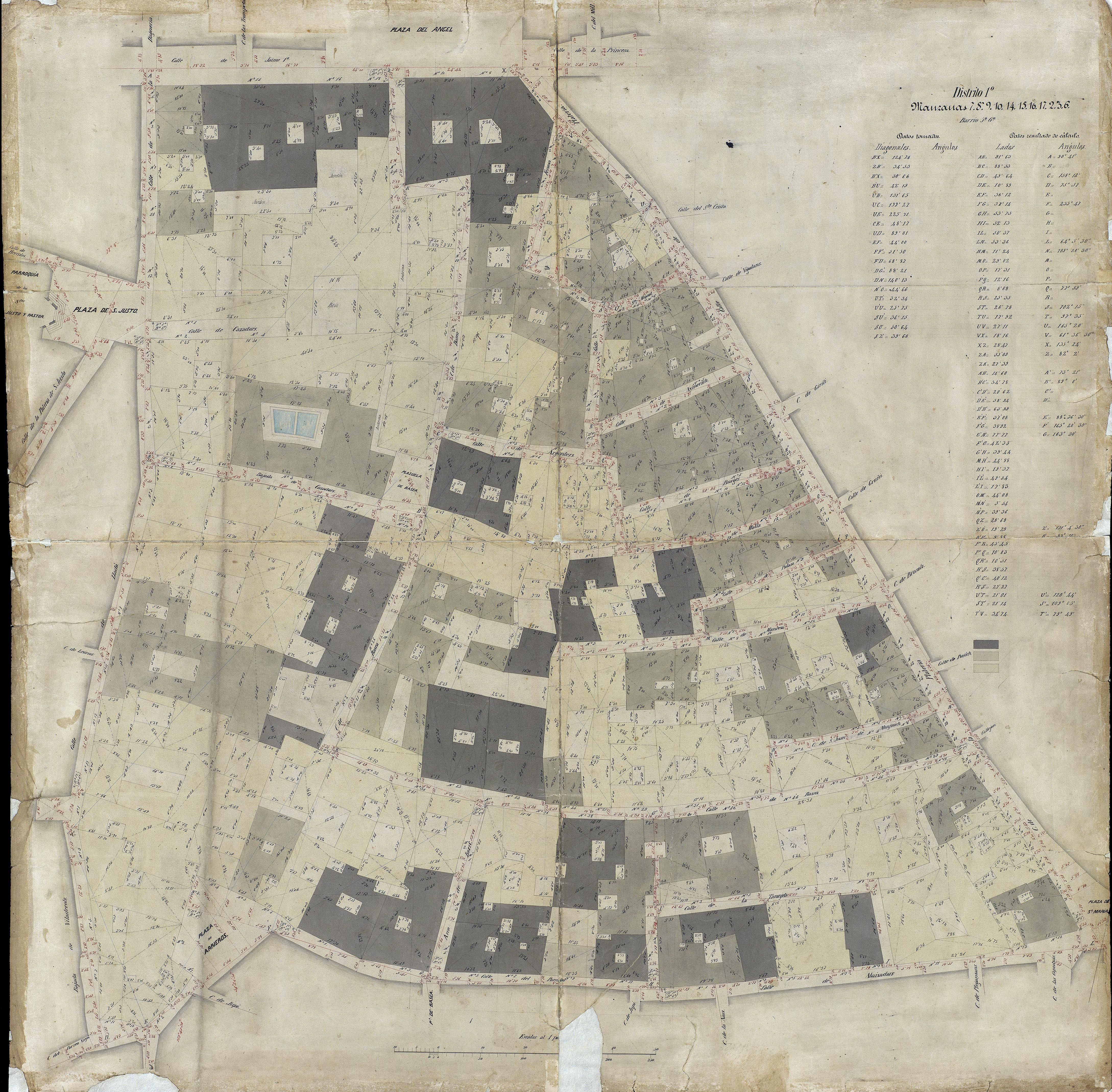
Quarteró núm. 16 de Garriga i Roca (c. 1860)

## Descripció
Està format per dos cossos diferents: el que fa front al carrer de Lledó consta de planta baixa i tres pisos, coronat per una cornisa motllurada. Del palau original del segle xv conserva l'organització al voltant d'un pati central, l'obra de pedra dels baixos i el gran portal d'arc carpanell. A la reforma del segle xvii pertanyen el portal de llinda i els balcons de llosana de pedra dels dos primers pisos.
A la banda de la Baixada de Caçador hi ha dos cossos, un de planta baixa, entresol i dos pisos, i un altre, reculat de l'anterior, de planta baixa, entresol dos pisos i golfes, ambdós coronats per una cornisa amb tortugada.